# SpVgg Greuther Fürth
SpVgg Greuther Fürth is een voetbalclub in de Beierse stad Fürth. Met uitzondering van het seizoen 1948-49 speelde de club van 1906 tot 1963 telkens in de hoogste klasse. Tot 1983 was de club nog actief in de tweede klasse, zakte vervolgens weg om midden jaren negentig terug te keren naar de tweede klasse. In 2012 promoveerde de club voor het eerst naar de Bundesliga, maar kon hier maar één seizoen standhouden. In het seizoen 2021/2022 speelde SpVgg Greuther Fürth weer in de Bundesliga maar degradeerde ook direct weer naar de Tweede Bundesliga.

## Geschiedenis

### SpVgg Fürth

#### Zuid-Duitse Bond
SpVgg Fürth werd in 1903 opgericht als voetbalafdeling binnen turnvereniging TV Fürth 1860. Omdat de voetballers vonden dat ze niet genoeg steun kregen van de moedervereniging besloten ze om zelfstandig te worden in 1906. De club ging in de Noord-Beierse competitie spelen, die de eerste jaren door 1. FC Nürnberg gedomineerd werd, dat lange tijd zou wedijveren met Fürth om de heerschappij in de regio. Vanaf 1909 speelde Fürth in de Ostkreis-competitie. In 1912 werd de club daar voor het eerst kampioen en plaatste zich voor de finalegroep van de Zuid-Duitse eindronde en werd daar derde. Het volgende seizoen werd Fürth zelfs ongeslagen kampioen maar moest het in de eindronde afleggen tegen de drie andere deelnemers.
In 1913/14 werd SpVgg Fürth voor het eerst gekroond tot Zuid-Duits kampioen en plaatste zich zo voor de eindronde om de landstitel. De club versloeg SpVgg 1899 Leipzig-Lindenau en nam het in de halve finale op tegen Berliner BC. Ondanks dat de hoofdstedelingen al na tien minuten met een man minder waren kwamen ze 2-0 voor. Danzkij de Hongaar Frigyes Weicz werd het nog 2-2 waardoor er verlengingen nodig waren. Karl Franz zette Fürth op voorsprong maar ook Berlin scoorde nog, waardoor er verder gespeeld werd tot er gescoord werd. In de 146ste minuut maakte Franz de 4-3 waardoor Fürth zich voor de finale plaatste in Maagdenburg. Tegenstander was het grote VfB Leipzig dat al voor de zesde keer de finale speelde. Franz opende al na 17 minuten de score en lange tijd bleef Fürth aan de leiding tot Eduard Pendorf in de 83ste minuut gelijk maakte. Hierdoor kwamen ook nu verlengingen waarin beide clubs scoorden. Na 120 minuten werd volgens de toenmalige regels telkens een verlenging van 10 minuten gespeeld tot een goal viel. In de 153ste minuut scoorde Karl Franz het verlossende doelpunt waardoor Fürth na een ellenlange thriller de eerste landstitel binnen haalde. Enkele maanden later kwam de held van het toernooi, Franz om nadat de Eerste Wereldoorlog uitgebroken was.
Tijdens de oorlog werd er regionaal nog wel gevoetbald op twee seizoenen na, maar de club kon geen titel meer behalen, behalve in het korte lenteseizoen van 1918/19. In het eerste officiële naoorlogse kampioenschap werd de club vicekampioen achter Nürnberg. Ondanks het feit dat de club zich sportief niet plaatste voor de nationale eindronde was de club hier wel voor geplaatst als titelverdediger. Fürth versloeg VfTUR München-Gladbach en Vereinigte Breslauer Sportfreunde en plaatste zich voor de finale tegen aartsrivaal Nürnberg en verloor nu met 2:0.
Het volgende seizoen werd SpVgg Fürth opnieuw tweede in de reguliere competitie en was vroegtijdig uitgeschakeld. Hierna ging de Noord-Beierse competitie samen met de Zuid-Beierse competitie en werd zo de Beierse competitie. Deze competitie bestond in het eerste seizoen uit vier reeksen. SpVgg Fürth werd overtuigend groepswinnaar en versloeg in de Noord-Beierse finale ook Nürnberg. In de finale tegen de Zuid-Beierse winnaar FC Wacker München verloor de club eerst met 3:2 en won dan met 1:0. Omdat doelsaldo of uitdoelpunten nog niet telden kwam er een derde wedstrijd die Wacker wist te winnen.
Het volgende seizoen werden de twee Noord-Beierse reeksen samengevoegd en opnieuw haalde Fürth het op Nürnberg. In de finale om de algemene titel veegde de club de vloer aan met FC Bayern München en ging naar de Zuid-Duitse eindronde. De vijf kampioenen speelden de eindronde in groepsfase en Fürth werd ook Zuid-Duits kampioen, waardoor ze zich plaatsten voor de eindronde om de landstitel. De club versloeg Vereinigte Breslauer Sportfreunde met 4:0 en verloor dan in de halve finale van SC Union 06 Oberschöneweide met 2:1.
Vanaf 1923 was er nog maar één reeks met acht clubs voor heel Beieren en Fürth werd tweede achter Nürnberg. Echter had de club de Zuid-Duitse beker gewonnen waardoor ze opgenomen werden in de eindronde, waar ze het opnieuw moesten afleggen tegen Nürnberg. In 1924/25 werd de club tweede. Bij de meeste Duitse voetbalbonden mocht vanaf dit jaar ook de vicekampioen naar de eindronde omdat nu meer teams per bond naar de nationale eindronde mochten, maar de Zuid-Duitse bond paste deze regel nog niet toe waardoor het seizoen voor Fürth vroegtijdig afgelopen was. In 1925/26 werd de club derde, maar mocht nu wel naar de eindronde als Zuid-Duits bekerwinnaar. De club werd tweede achter Bayern München en ging door naar de nationale eindronde. Fürth versloeg FC Viktoria Forst met 5:0, Breslauer SC 08 met 4:0 en Kieler SVgg Holstein 1900 met 3:1. In de finale nam de club het op tegen Hertha BSC en won met 4:1, waardoor ze de tweede titel binnen haalden.
Ook het volgende seizoen kwalificeerde SpVgg Fürth zich voor de eindronde als bekerwinnaar en werd weer tweede waardoor de club ook in de nationale eindronde mocht aantreden. Vereinigte Breslauer Sportfreunde werd verslagen met 1:3, FC Schönberger Kickers 1900 Berlin met 9:0 en dan nam Hertha BSC weerwraak voor de verloren finale van het voorgaande jaar door met 2:1 te winnen. Na dit seizoen werd de Noord-Beierse competitie heringevoerd, die de club meteen won. In de Zuid-Duitse eindronde werd de club echter pas derde en was uitgeschakeld. In 1928/29 eindigde de club samen met Nürnberg eerste en verloor de wedstrijd om de titel. In de eindronde werd de club groespwinnaar en won tegen FSV 1899 Frankfurt het derde ticket voor de nationale eindronde en versloeg Düsseldorfer TSV Fortuna 1895 met 5:1, Hamburger SV met 0:2 en Breslauer SC 08 met 6:1. In de finale versloeg de club Hertha met 3:2 en werd opnieuw landskampioen.
Fürth won opnieuw de Noord-Beierse titel en werd tweede in de eindronde en ging andermaal naar de nationale eindronde, waar ze
Berliner Tennis Club Borussia met 4:1 versloegen en dan zelf na verlengingen verslagen werden door Dresdner SC met 5:4. In 1930/31 werd zowel de Noord-Beierse als de Zuid-Duitse titel binnen gehaald. In de eindronde versloeg Fürth SpVgg 1899 Leipzig met 0:3 en verloor dan met 3:1 van Hertha BSC. De volgende twee seizoenen werd de club telkens vicekampioen achter Nürnberg. Het eerste seizoen werd de club in de Zuid-Duitse uitgeschakeld, het tweede seizoen maakten ze nog kans op de eindronde, maar verloor het ticket uiteindelijk aan Eintracht Frankfurt.

#### Gauliga
In 1933 kwam de NSDAP aan de macht in Duitsland en zij herstructureerden de competitie. De Zuid-Duitse bond en zijn competities werden afgeschaft en de club ging nu in de Gauliga Bayern spelen, een equivalent van de vroegere Beierse competitie. Na een middelmatige start in het eerste seizoen werd de club in 1934/35 kampioen. De nationale eindronde was ook geherstructureerd en werd nu in groepsfase gespeeld. In een groep met VfB Stuttgart, FC Hanau 93 en 1. SV Jena werd de club tweede en was uitgeschakeld. Het volgende seizoen werd de club nog tweede en gleed dan naar de middenmoot en werd pas in 1941/42 nog eens tweede, toen achter 1. FC Schweinfurt 05. De volgende seizoenen waren weer middelmatig. Het laatste seizoen voor het einde van de oorlog werd niet voltooid, maar de club stond wel aan de leiding toen deze afgebroken werd.

#### Naoorlogse periode
Na de Tweede Wereldoorlog ging de club in de nieuwe Oberliga Süd spelen die als een van de vijf hoogste klassen in Duitsland ging fungeren. De club werd nu een middenmoter. In 1947/48 werd de club vijftiende op twintig clubs, maar omdat de competitie herleid werd naar zestien clubs degradeerde Fürth voor het eerst in zijn bestaan naar de tweede klasse. De club promoveerde echter meteen weer en maakte een comeback van jewelste door met grote voorsprong de titel binnen te halen. De club mocht opnieuw naar de nationale eindronde en versloeg STV Horst-Emscher en FC St. Pauli alvorens uitgeschakeld te worden door VfB Stuttgart. Het volgende seizoen werd de club vicekampioen achter eeuwige rivaal Nürnberg en plaatste zich voor de eindronde, die nu in groepsfase gespeeld werd. In een groep met 1. FC Kaiserslautern, FC Schalke 04en FC St. Pauli werd de club derde. Twee jaar later werd de club nog derde in de competitie, maar eindigde daarbuiten voornamelijk in de middenmoot.
In 1963 werd de Bundesliga ingevoerd als hoogste klasse, voor het eerst bestond deze nog maar uit één reeks. Door een negende plaats kwalificeerde Fürth zich hier niet voor en ging nu in de Regionalliga spelen. Op één seizoen na eingide de club telkens in de top tien, maar kwam niet in aanmerking voor promotie. Na de invoering van de 2. Bundesliga in 1974 ging de club daar spelen en eindigde de rest van de jaren zeventig in de betere middenmoot. Na de samenvoeging van beide reeksen begin jaren tachtig ging het steeds meer bergaf tot een degradatie volgde in 1983. Na drie seizoenen subtop degradeerde de club in 1987. Na drie derde plaatsen op rij werd de club in 1991 kampioen en promoveerde opnieuw. Een jaar eerder maakte de club nog ophef door als vierdeklasser de Bundesligaclub Borussia Dortmund uit te schakelen in de Duitse beker. Bij de terugkeer in de Oberliga Bayern draaide de club meteen aan de top mee en na de herinvoering van de Regionalliga in 1994 bleef de club actief op het derde niveau.

### SpVgg Greuther Fürth
In 1996 fuseerde de club met TSV Vestenbergsgreuth en nam zo de huidige naam aan. Het volgende seizoen eindigde de club tweede in de Regionalliga en konden zo promoveren naar de 2. Bundesliga. De club eindigde elk jaar in de eerste tabelhelft, behalve in 2010. De club werd vijf keer vijfde. In 2012 werd de club kampioen en promoveerde zo voor het eerst naar de Bundesliga. Echter degradeerde het na 1 seizoen alweer naar de 2. Bundesliga. In 2021 wist de club wederom te promoveren naar de Bundesliga. In het seizoen 2021/22 speelden onder andere de Nederlanders Justin Hoogma, Jetro Willems en Nick Viergever bij de club. Dat jaar kon de club niet zorgen voor lijfsbehoud en degradeerde direct terug naar de 2. Bundesliga. In dat seizoen won de club enkel drie wedstrijden en eindigde onderaan met achttien punten in het eindrangschikking. Alle drie de Nederlanders vertrokken na dat ene seizoen bij de Duitse club. Sindsdien kan de club rekenen op posities in de middenmoot van de competitie.

## Erelijst
- Landskampioen

1914, 1926, 1929
- Oberliga Süd

1950
- Kampioen West-Duitsland

1914, 1923, 1931
- Kampioen Noord-Beieren

1919 (lente), 1928, 1930, 1931
- Kampioen Beieren

1923
- Kampioen Gauliga Bayern

1935
- Kampioen 2. Bundesliga

2012
- DFB Hallen Pokal

2000

## Eindklasseringen vanaf 1964 (grafisch)
| Niveau | Aantal | Periode (1945-2026)                                   |
| ------ | ------ | ----------------------------------------------------- |
| I      | 19     | 1945-1948, 1949-1963, 2012-2013, 2021-2022            |
| II     | 48     | 1948-1949, 1963-1983, 1997-2012, 2013-2021, 2022-.... |
| III    | 8      | 1983-1987, 1991-1994, 1996-1997                       |
| IV     | 6      | 1987-1991, 1994-1996                                  |

- 1964 9e
Regionalliga
- 1965 8e
Regionalliga
- 1966 4e
Regionalliga
- 1967 3e
Regionalliga
- 1968 7e
Regionalliga
- 1969 7e
Regionalliga
- 1970 8e
Regionalliga
- 1971 7e
Regionalliga
- 1972 14e
Regionalliga
- 1973 9e
Regionalliga
- 1974 10e
Regionalliga
- 1975 15e
2. Bundesliga
- 1976 10e
2. Bundesliga
- 1977 8e
2. Bundesliga
- 1978 6e
2. Bundesliga
- 1979 4e
2. Bundesliga
- 1980 7e
2. Bundesliga
- 1981 14e
2. Bundesliga
- 1982 14e
2. Bundesliga
- 1983 18e
2. Bundesliga
- 1984 5e
Oberliga
- 1985 6e
Oberliga
- 1986 4e
Oberliga
- 1987 18e
Oberliga
- 1988 3e
Niveau 4
- 1989 3e
Niveau 4
- 1990 3e
Niveau 4
- 1991 1e
Niveau 4
- 1992 3e
Oberliga
- 1993 2e
Oberliga
- 1994 6e
Oberliga
- 1995 3e
Oberliga
- 1996 8e
Oberliga
- 1997 2e
Regionalliga
- 1998 9e
2. Bundesliga
- 1999 8e
2. Bundesliga
- 2000 7e
2. Bundesliga
- 2001 5e
2. Bundesliga
- 2002 5e
2. Bundesliga
- 2003 5e
2. Bundesliga
- 2004 11e
2. Bundesliga
- 2005 4e
2. Bundesliga
- 2006 6e
2. Bundesliga
- 2007 5e
2. Bundesliga
- 2008 6e
2. Bundesliga
- 2009 5e
2. Bundesliga
- 2010 11e
2. Bundesliga
- 2011 4e
2. Bundesliga
- 2012 1e
2. Bundesliga
- 2013 18e
Bundesliga
- 2014 3e
2. Bundesliga
- 2015 14e
2. Bundesliga
- 2016 9e
2. Bundesliga
- 2017 8e
2. Bundesliga
- 2018 15e
2. Bundesliga
- 2019 13e
2. Bundesliga
- 2020 9e
2. Bundesliga
- 2021 2e
2. Bundesliga
- 2022 18e
Bundesliga
- 2023 12e
2. Bundesliga
- 2024 8e
2. Bundesliga
- 2025 13e
2. Bundesliga

- Niveau 1
- Niveau 2
- Niveau 3
- Niveau 4

| Legenda niveautijdlijn | Legenda niveautijdlijn      | Legenda niveautijdlijn      | Legenda niveautijdlijn      | Legenda niveautijdlijn    | Legenda niveautijdlijn |
| Liga                   | Seizoen 1963/64 t/m 1973/74 | Seizoen 1974/75 t/m 1993/94 | Seizoen 1994/95 t/m 2007/08 | Seizoen 2008/09 tot heden | Opmerking              |
| ---------------------- | --------------------------- | --------------------------- | --------------------------- | ------------------------- | ---------------------- |
| Bundesliga             | Niveau I                    | Niveau I                    | Niveau I                    | Niveau I                  |                        |
| 2. Bundesliga          | --                          | Niveau II                   | Niveau II                   | Niveau II                 |                        |
| 3. Liga                | --                          | --                          | --                          | Niveau III                |                        |
| Regionalliga           | Niveau II                   | --                          | Niveau III                  | Niveau IV                 |                        |
| Oberliga               | --                          | Niveau III *                | Niveau IV                   | Niveau V                  | * vanaf 1978/79        |

## Seizoensresultaten vanaf 1964
| Seizoen                                                                                     | Competitie              | Niveau | Eindstand | DFB Pokal    | Opmerking                                                                                                |
| ------------------------------------------------------------------------------------------- | ----------------------- | ------ | --------- | ------------ | --- |
| SpVgg Fürth                                                                                 |                         |        |           |              | |
| 1963/64                                                                                     | Regionalliga Süd        | II     | 9         | 8e finale    | < Hertha BSC: 3-4                                                                                        |
| 1964/65                                                                                     | Regionalliga Süd        | II     | 8         | --           | |
| 1965/66                                                                                     | Regionalliga Süd        | II     | 4         | --           | |
| 1966/67                                                                                     | Regionalliga Süd        | II     | 3         | --           | Liga-topscorer: Bernd Windhausen (32)                                                                    |
| 1967/68                                                                                     | Regionalliga Süd        | II     | 7         | --           | |
| 1968/69                                                                                     | Regionalliga Süd        | II     | 7         | --           | |
| 1969/70                                                                                     | Regionalliga Süd        | II     | 8         | --           | |
| 1970/71                                                                                     | Regionalliga Süd        | II     | 7         | --           | |
| 1971/72                                                                                     | Regionalliga Süd        | II     | 14        | --           | |
| 1972/73                                                                                     | Regionalliga Süd        | II     | 9         | --           | |
| 1973/74                                                                                     | Regionalliga Süd        | II     | 10        | --           | |
| 1974/75                                                                                     | 2. Bundesliga#Süd       | II     | 15        | 2e ronde     | < Borussia Dortmund: 1-1 n.v. / 0-1                                                                      |
| 1975/76                                                                                     | 2. Bundesliga#Süd       | II     | 10        | 3e ronde     | < 1. FC Köln: 1-3                                                                                        |
| 1976/77                                                                                     | 2. Bundesliga#Süd       | II     | 8         | 1e ronde     | < VfB Stuttgart: 0-3                                                                                     |
| 1977/78                                                                                     | 2. Bundesliga#Süd       | II     | 6         | 1e ronde     | < FC Augsburg: 0-1                                                                                       |
| 1978/79                                                                                     | 2. Bundesliga#Süd       | II     | 4         | 1e ronde     | < 1. FC Saarbrücken: 0-1 n.v.; Liga-topscorer:Eduard Kirschner (33)                                      |
| 1979/80                                                                                     | 2. Bundesliga#Süd       | II     | 7         | 2e ronde     | < VfL Bochum: 1-2                                                                                        |
| 1980/81                                                                                     | 2. Bundesliga#Süd       | II     | 14        | 1e ronde     | < 1. FC Nürnberg: 1-1 n.v. / 0-3                                                                         |
| 1981/82                                                                                     | 2. Bundesliga           | II     | 14        | 1e ronde     | < TSV 1860 München: 0-2                                                                                  |
| 1982/83                                                                                     | 2. Bundesliga           | II     | 18        | 1e ronde     | < SpVgg Bayreuth: 1-3                                                                                    |
| 1983/84                                                                                     | Bayernliga              | III    | 5         | 8e finale    | < Borussia Mönchengladbach: 0-6                                                                          |
| 1984/85                                                                                     | Bayernliga              | III    | 6         | --           | |
| 1985/86                                                                                     | Bayernliga              | III    | 4         | --           | |
| 1986/87                                                                                     | Bayernliga              | III    | 18        | --           | |
| 1987/88                                                                                     | Landesliga Bayern-Mitte | IV     | 3         | --           | |
| 1988/89                                                                                     | Landesliga Bayern-Mitte | IV     | 2         | --           | |
| 1989/90                                                                                     | Landesliga Bayern-Mitte | IV     | 3         | --           | winnaar Mittelfranken-Pokal > TSV Vestenbergsgreuth                                                      |
| 1990/91                                                                                     | Landesliga Bayern-Mitte | IV     | 1         | 2e ronde     | < 1. FC Saarbrücken: 0-1; winnaar Mittelfranken-Pokal > TSV Vestenbergsgreuth                            |
| 1991/92                                                                                     | Bayernliga              | III    | 3         | 2e ronde     | < SV Waldhof Mannheim: 0-3                                                                               |
| 1992/93                                                                                     | Bayernliga              | III    | 2         | 1e ronde     | < VfL Bochum: 0-3; 5e in Duits Amateurkampioenschap groep Zuid                                           |
| 1993/94                                                                                     | Bayernliga              | III    | 6         | --           | |
| 1994/95                                                                                     | Regionalliga Süd        | III    | 3         | --           | herinvoering Regionalliga                                                                                |
| SpVgg Greuther Fürth (voetbalafdeling TSV Vestenbergsgreuth sluit zich aan bij SpVgg Fürth) |                         |        |           |              | |
| 1995/96                                                                                     | Regionalliga Süd        | III    | 8         | --           | winnaar Mittelfranken-Pokal > 1. SC Feucht: 6-0                                                          |
| 1996/97                                                                                     | Regionalliga Süd        | III    | 2         | 8e finale    | < Karlsruher SC: 1-3; Liga-topscorer: Frank Türr (25); winnaar Mittelfranken-Pokal > 1. FC Nürnberg: 3-1 |
| 1997/98                                                                                     | 2. Bundesliga           | II     | 9         | 2e ronde     | < Borussia Dortmund: 2-4                                                                                 |
| 1998/99                                                                                     | 2. Bundesliga           | II     | 8         | 2e ronde     | < FC Bayern München: 0-0 (3-4 n.s.)                                                                      |
| 1999/00                                                                                     | 2. Bundesliga           | II     | 7         | 3e ronde     | < Hansa Rostock: 1-3                                                                                     |
| 2000/01                                                                                     | 2. Bundesliga           | II     | 5         | 2e ronde     | < 1. FC Union Berlin: 0-1                                                                                |
| 2001/02                                                                                     | 2. Bundesliga           | II     | 5         | 2e ronde     | < 1. FSV Mainz 05: 2-3                                                                                   |
| 2002/03                                                                                     | 2. Bundesliga           | II     | 5         | 1e ronde     | < TSG 1899 Hoffenheim: 1-4                                                                               |
| 2003/04                                                                                     | 2. Bundesliga           | II     | 11        | kwartfinale  | < Werder Bremen: 2-3                                                                                     |
| 2004/05                                                                                     | 2. Bundesliga           | II     | 4         | 2e ronde     | < Eintracht Frankfurt: 2-4 n.v.                                                                          |
| 2005/06                                                                                     | 2. Bundesliga           | II     | 6         | 1e ronde     | < VfL Osnabrück: 2-2 (9-10 n.s.); Liga-topscorer:Christian Eigler (18)                                   |
| 2006/07                                                                                     | 2. Bundesliga           | II     | 5         | 8e finale    | < VfL Wolfsburg: 1-3                                                                                     |
| 2007/08                                                                                     | 2. Bundesliga           | II     | 6         | 2e ronde     | < TSG 1899 Hoffenheim: 1-2                                                                               |
| 2008/09                                                                                     | 2. Bundesliga           | II     | 5         | 1e ronde     | < Kickers Offenbach: 0-1                                                                                 |
| 2009/10                                                                                     | 2. Bundesliga           | II     | 11        | kwartfinale  | < FC Bayern München: 2-6                                                                                 |
| 2010/11                                                                                     | 2. Bundesliga           | II     | 4         | 2e ronde     | < FC Augsburg: 2-4 n.v.                                                                                  |
| 2011/12                                                                                     | 2. Bundesliga           | II     | 1         | halve finale | < Borussia Dortmund: 0-1 n.v.; Liga-topscorer ex aequo: Olivier Occéan (17)                              |
| 2012/13                                                                                     | Bundesliga              | I      | 18        | 1e ronde     | < Kickers Offenbach: 0-2                                                                                 |
| 2013/14                                                                                     | 2. Bundesliga           | II     | 3         | 2e ronde     | < Hamburger SV: 0-1; Relegation > Hamburger SV: 0-0 uit/1-1 thuis                                        |
| 2014/15                                                                                     | 2. Bundesliga           | II     | 14        | 2e ronde     | < 1. FC Kaiserslautern: 0-2                                                                              |
| 2015/16                                                                                     | 2. Bundesliga           | II     | 9         | 1e ronde     | < FC Erzgebirge Aue: 0-1                                                                                 |
| 2016/17                                                                                     | 2. Bundesliga           | II     | 8         | 8e finale    | < Borussia Mönchengladbach: 0-2                                                                          |
| 2017/18                                                                                     | 2. Bundesliga           | II     | 15        | 2e ronde     | < FC Ingolstadt 04: 1-3                                                                                  |
| 2018/19                                                                                     | 2. Bundesliga           | II     | 13        | 1e ronde     | < Borussia Dortmund: 1-2 n.v.                                                                            |
| 2019/20                                                                                     | 2. Bundesliga           | II     | 9         | 1e ronde     | < MSV Duisburg: 0-2                                                                                      |
| 2020/21                                                                                     | 2. Bundesliga           | II     | 2         | 8e finale    | < Werder Bremen: 0-2                                                                                     |
| 2021/22                                                                                     | Bundesliga              | I      | 18        | 1e ronde     | < SV Babelsberg 03: 1-1 (4-5 n.s.)                                                                       |
| 2022/23                                                                                     | 2. Bundesliga           | II     | 12        | 1e ronde     | < Stuttgarter Kickers: 0-2                                                                               |
| 2023/24                                                                                     | 2. Bundesliga           | II     | 8         | 2e ronde     | < FC 08 Homburg: 1-2                                                                                     |
| 2024/25                                                                                     | 2. Bundesliga           | II     | 13        | 2e ronde     | < SSV Jahn Regensburg: 1-2                                                                               |
| 2025/26                                                                                     | 2. Bundesliga           | II     | .         | .            | |

## Spelers records
Top-5 meest gespeelde wedstrijden
| Nr. | Land      | Naam               | Positie      | Periode   | Aantal |
| --- | --------- | ------------------ | ------------ | --------- | ------ |
| 1.  | Duitsland | Richard Gottinger† | Middenvelder | 1947-1962 | 354    |
| 2.  | Duitsland | Herbert Erhardt†   | Verdediger   | 1948-1962 | 344    |
| 3.  | Duitsland | Hans Bauer†        | Verdediger   | 1950-1964 | 336    |
| 4.  | Duitsland | Bernhard Bergmann† | Verdediger   | 1970-1983 | 334    |
| 5.  | Duitsland | Max Appis†         | Aanvaller    | 1947-1960 | 311    |

Top-5 Doelpuntenmakers
| Nr. | Land      | Naam             | Periode   | Aantal |
| --- | --------- | ---------------- | --------- | ------ |
| 1.  | Duitsland | Horst Schade†    | 1948-1953 | 111    |
| 2.  | Duitsland | Max Appis†       | 1947-1960 | 101    |
| 3.  | Duitsland | Frank Türr       | 1994-2002 | 86     |
| 4.  | Duitsland | Werner Schneider | 1957-1965 | 72     |
| 5.  | Duitsland | Horst Hoffmann†  | 1947-1956 | 74     |

stand: 02-08-2025

## Bekende (oud-)spelers
- Sami Allagui
- Gerald Asamoah
- Andreas Brehme
- Edu
- Julian de Guzmán
- Mustapha Hadji
- Andrej Ivanov
- Viggo Jensen
- Asen Karaslavov
- Jozef Kožlej
- Nii Lamptey
- Arie van Lent
- Felix Magath
- Tim Sparv
- Stefan Thesker
- Miro Varvodić
- Heiko Westermann
- Robert Žulj
- Adrian Fein
- Justin Hoogma
- Jetro Willems
- Nick Viergever

De navolgende voetballers kwamen als speler van SpVgg Greuther Fürth uit voor een vertegenwoordigend Europees A-elftal. Tot op heden is Herbert Erhardt degene met de meeste interlands achter zijn naam. Hij kwam als speler van SpVgg Greuther Fürth in totaal 49 keer uit voor het West-Duitse nationale elftal.
| Naam                | Van        | Tot        | Totaal | Nationaal elftal |
| ------------------- | ---------- | ---------- | ------ | ---------------- |
| Leo Fiederer        | 24.10.1920 | 24.10.1920 | 1      | Duitsland        |
| Hans Fiederer       | 26.03.1939 | 16.11.1941 | 6      | Duitsland        |
| Hans Lang           | 26.03.1922 | 01.01.1923 | 2      | Duitsland        |
| Milorad Peković     | 03.03.2010 | 07.06.2013 | 19     | Montenegro       |
| Georg Wellhöfer     | 26.03.1922 | 26.03.1922 | 1      | Duitsland        |
| Tim Sparv           | 10.09.2013 | 31.05.2014 | 6      | Finland          |
| Herbert Erhardt     | 11.10.1953 | 10.06.1962 | 49     | West-Duitsland   |
| Zoltán Stieber      | 15.10.2013 | 04.06.2014 | 2      | Hongarije        |
| Zsolt Korcsmár      | 14.08.2013 | 11.10.2014 | 6      | Hongarije        |
| Leonhard Seiderer   | 27.06.1920 | 21.04.1924 | 8      | Duitsland        |
| Hans Hagen          | 26.09.1920 | 04.05.1930 | 12     | Duitsland        |
| Heinrich Schmidtgal | 02.09.2011 | 05.03.2014 | 9      | Kazachstan       |
| Nikola Đurđić       | 06.02.2013 | 06.02.2013 | 1      | Servië           |
| Josef Müller        | 26.03.1922 | 31.10.1926 | 10     | Duitsland        |
| Aleš Kokot          | 28.02.2006 | 04.06.2006 | 4      | Slovenië         |
| Hans Schmidt        | 18.05.1913 | 18.05.1913 | 1      | Duitsland        |
| Georg Knöpfle       | 15.04.1928 | 03.06.1928 | 3      | Duitsland        |
| Horst Schade        | 15.04.1951 | 17.06.1951 | 2      | West-Duitsland   |
| Richard Gottinger   | 11.10.1953 | 11.10.1953 | 1      | West-Duitsland   |
| Georg Kießling      | 02.10.1927 | 23.09.1928 | 2      | Duitsland        |
| József Varga        | 22.03.2013 | 06.06.2013 | 3      | Hongarije        |
| Borut Mavrič        | 18.08.2004 | 11.10.2006 | 16     | Slovenië         |
| Karl Burger         | 04.04.1909 | 01.07.1912 | 11     | Duitsland        |
| Asen Karaslavov     | 06.02.2008 | 06.02.2008 | 1      | Bulgarije        |
| Karl Mai            | 11.10.1953 | 20.05.1959 | 21     | West-Duitsland   |
| Theodor Lohrmann    | 24.10.1920 | 02.07.1922 | 3      | Duitsland        |
| Tuomas Rannankari   | 23.01.2013 | 23.01.2013 | 1      | Finland          |
| Karl Auer           | 13.01.1924 | 20.06.1926 | 3      | Duitsland        |
| Willi Ascherl       | 21.04.1924 | 21.04.1924 | 1      | Duitsland        |
| Ludwig Leinberger   | 02.10.1927 | 01.01.1933 | 24     | Duitsland        |
| Andreas Franz       | 26.03.1922 | 20.06.1926 | 10     | Duitsland        |
| Sercan Sararer      | 24.05.2012 | 22.03.2013 | 11     | Turkije          |
| Mirko Hrgović       | 14.10.2009 | 14.10.2009 | 1      | Bosnië en Her.   |
| Georg Frank         | 02.10.1927 | 02.03.1930 | 4      | Duitsland        |
| Mërgim Mavraj       | 22.05.2012 | 08.06.2014 | 17     | Albanië          |
| Julius Hirsch       | 18.05.1913 | 23.11.1913 | 3      | Duitsland        |
| Tobias Mikkelsen    | 15.08.2012 | 08.09.2012 | 2      | Denemarken       |
| Ilir Azemi          | 05.03.2014 | 05.03.2014 | 1      | Kosovo           |
| Dwayn Holter        | 26.05.2014 | 15.11.2014 | 6      | Luxemburg        |

## Trivia
- Het voormalige Ronhofstadion van de SpVgg Greuther Fürth in Fürth, Duitsland, was van 1997 tot 2010 het Playmobilstadion. van 2010-2014 heet het stadion Trolli Arena. Sinds 2016 is het officieel Sportpark Ronhof Thomas Sommer
- De Amerikaanse politicus Henry Kissinger was erelid en supporter van SpVgg Greuther Fürth. Kissinger was in Fürth geboren en daar deels opgegroeid.